# Африканская лазоревка
Африканская лазо́ревка (лат. Cyanistes teneriffae) — вид птиц семейства синицевых. Выделяют 7 подвидов. Распространены на севере Африки и Канарских островах.

## Описание
Африканская лазоревка достигает длины 11–12 см и массы около 10 г. Половой диморфизм не выражен. У взрослых особей номинативного подвида лоб и надбровная дуга, идущая до середины затылка, белого цвета. Макушка тёмно-синяя, становится черноватой ближе к затылку. От основания клюва через глаз до основания затылка проходит черноватая полоса. Верхняя часть тела серо-голубая, хвост грифельно-синий, рулевые перья с ярко-синей каймой, крайние рулевые перья с очень узкой беловатой каймой. Крылышко и верхние кроющие перья крыльев сероватые, с широкой тёмно-синей каймой. Маховые перья тёмно-серые, с широкой ярко-синей каймой, третьестепенные маховые перья с узким (или нечётким) беловатым кончиком. Щёки и кроющие перья уха белые; подбородок и верхняя часть горла чёрные, по бокам шеи проходит узкий чёрный воротник. Нижняя часть тела тёмно-жёлтая, по центру груди и брюха проходит тёмная линия, которая становится немного светлее на брюхе. Нижние кроющие перья хвоста зеленовато-жёлтые; подмышечные впадины и нижние кроющие перья крыла жёлтые. Радужная оболочка от тёмно-коричневой до черновато-коричневой; клюв от тёмно-серого до чёрного цвета; ноги от сланцево-голубого до сланцево-серого цвета. Молодые особи похожи на взрослых, но лоб, надбровье и середина затылка жёлтые, макушка и верхняя часть тела зеленовато-голубые, надхвостье тускло-зелёное, хвост тускло-голубой, верхние кроющие перья крыльев и маховые перья с голубоватой каймой, лицо и нижняя часть тела жёлтые, более тусклые или с сероватым оттенком на груди и брюхе, обычно на груди отсутствует тёмная центральная линия. Подвиды различаются главным образом по цветовым оттенкам, интенсивности окраски, выраженности и конфигурации отметин на разных участках оперения.

## Вокализация
Песня номинативного подвида представляет собой повторение одной ноты или серию нот, например, музыкальное «chi-chi-chirichi-chichiri» и менее мелодичное «chi-iss-chi-chi», или «iss-chichichiuu», или «chivichi-chivichi» и музыкальный «chillu-chillu-chi». Сигнал тревоги — громкий cher-er-er-er-er-g, иногда с предварительными, более короткими звуками «chi» или «chi-chi-chivichi». У подвида C. t. palmensis голос непохож ни на одну из песен других подвидов (и больше похож на голос Parus major): характерное «tsa-za-chúz», иногда с вводным заикающимся «er-er-r», а также назальные «chié-chié-chié-chié-chié» и «chiff-chichichi». Позывки включают в себя дребезжащее «tchee tchee» и пронзительное хриплое «see chippi chippi», сигнал тревоги — резкий или скрипучий «tcher-tcher-cher-cher-cher». У подвида C. t. ombriosus тревожный сигнал и песня похожи на те, что издают номинанты, но песня более быстрая щебечущая и продолжительная. Песня подвида C. t. degener — характерное «chii-ererer chii-ererer chii-ererer», а позывки похожи на позывки номинанта и C. t. ombriosus, но громче.

## Места обитания

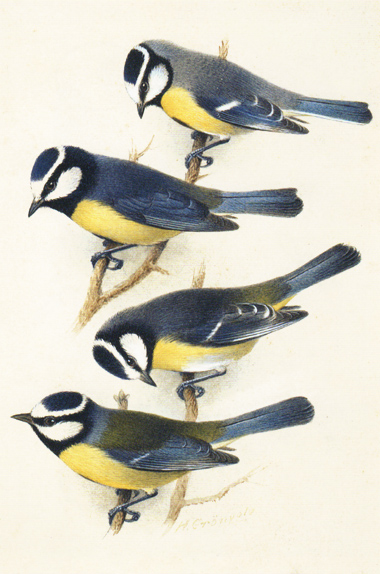
Подвиды африканской лазоревки с Канарских островов

На засушливых островах Фуэртевентура и Лансароте африканская лазоревка гнездится в основном в низменных смешанных тамарисково-пальмовых (Tamarix-Phoenix) кустарниковых зарослях и на травянистых участках с хорошо развитой растительностью; в других местах ареала — в разнообразных лесистых местообитаниях, таких как лавровые заросли, вересковые пустоши, лесистые овраги, заросли молочая кустарники, парки и сады (особенно с фруктовыми деревьями), горные сосновые леса (Pinus, особенно P. canariensis). Подвид C. t. palmensis, по-видимому, обитает только в сосновых лесах и лишь изредка встречается в прилегающем подлеске или в лавровых зарослях. На Гран-Канарии африканская лазоревка встречается на высоте до 1300 м над уровнем моря, а на Тенерифе до 1800 м. 

## Подвиды и распространение
Выделяют 7 подвидов :
- Cyanistes teneriffae palmensis (Meade-Waldo, 1889) — остров Пальма
- Cyanistes teneriffae cyrenaicae 	(Hartert, EJO, 1922) — северо-восток Ливии
- Cyanistes teneriffae ultramarinus (Bonaparte, 1841) — от Марокко до севера Туниса
- Cyanistes teneriffae degener (Hartert, 1901) — острова Фуэртевентура и Лансароте
- Cyanistes teneriffae ombriosus (Meade-Waldo, 1890) — остров Иерро
- Cyanistes teneriffae teneriffae (Lesson, 1831) — острова Гомера и Тенерифе
- Cyanistes teneriffae hedwigae (Dietzen, Garcia-del-Rey, Castro & Wink, 2008) — остров Гран-Канария

## Биология
Африканская лазоревка охотится обычно поодиночке, парами или небольшими (возможно, семейными) группами. Активно добывает пищу на всех уровнях деревьев и в подлеске; вне периода размножения в основном на пальмах; часто свисает вниз головой с тонких веток и сосновых шишек. Состав рациона, вероятно, незначительно отличается от такового у C. caeruleus, за исключением того, что африканская лазоревка может потреблять большее количество мелких бабочек (Lepidoptera), тлей (Aphidoidea) и мелких жуков (Coleoptera). 
Биология размножения исследована недостаточно. Сезон размножения приходится на февраль—июль, возможно, на октябрь—январь. Обычно сезон начинается раньше на более низких высотах по сравнению с горными районами. Гнездо размещается на высоте до 3 м от земли в дупле или расщелине дерева, стены, скалы или на земле; обычно состоит из мха, сосновых иголок, листьев и перьев. В кладке 3—6 яиц (до 12 в Алжире).

## Таксономия
Ранее африканская лазоревка считалась конспецифичной с Cyanistes caeruleus, однако, анализ многочисленных признаков, включая генетические, поведенческие и вокальные, позволил выделить Cyanistes teneriffae в самостоятельный вид.